# Appar
Appar (właściwie Thirunavukkarasar, tamil. திருநாவுக்கரசர) – VII-wieczny poeta-święty śiwaicki, jeden z czterech najważniejszych przedstawicieli tamilskiego ruchu najanarów.